# Miss Scarlet and the Duke
Miss Scarlet and the Duke è una serie televisiva britannico-irlandese di genere poliziesco, ambientata nella Londra di epoca vittoriana, con protagonisti l'investigatrice privata Eliza Scarlet, interpretata da Kate Phillips, e l'ispettore di Scotland Yard William Wellington, interpretato da Stuart Martin.
La prima stagione, composta da 6 episodi, è stata ideata da Rachael New e diretta da Declan O'Dwyer, ed è andata originariamente in onda sul canale televisivo britannico Alibi nella primavera 2020. Le riprese di una seconda stagione avrebbero dovuto avere luogo a partire da settembre 2020, ma sono state posticipate per via dell'epidemia di coronavirus.

## Trama
Eliza Scarlet è una giovane donna indipendente e testarda che vive nella Londra del 1882. Figlia dell'investigatore privato Henry Scarlet, quando suo padre muore improvvisamente, lasciandola sola e piena di debiti, decide di continuarne l'attività diventando la prima investigatrice donna della città, nonostante incontri inizialmente grandi difficoltà a costruirsi una reputazione nella società maschilista dell'epoca.
Le indagini di Eliza si incrociano spesso con quelle dell'ispettore di Scotland Yard William Wellington, soprannominato "il Duca", grande amico di suo padre del quale era stato allievo durante i suoi primi anni in polizia. William è inizialmente scettico in merito all'idea di Eliza di lavorare come investigatrice e vorrebbe che lei restasse lontano dai guai, ma in seguito inizia ad apprezzare le sue capacità.

## Episodi
Il 29 febbraio 2024, la serie è stata rinnovata per una quinta stagione.
| Stagione         | Episodi | Prima TV Regno Unito | Prima TV Italia |
| ---------------- | ------- | -------------------- | --------------- |
| Prima stagione   | 6       | 2020                 | 2021            |
| Seconda stagione | 6       | 2022                 | inedita         |
| Terza stagione   | 6       | 2023                 | inedita         |
| Quarta stagione  | 6       | 2024                 | inedita         |
| Quinta stagione  | 6       | 2025                 | inedita         |

## Personaggi e interpreti

### Personaggi principali
- Miss Eliza Scarlet (stagione 1-in corso), interpretata da Kate Phillips.
Protagonista della serie, quando suo padre muore improvvisamente decide di continuare il suo lavoro di investigatore privato. E' brillante, deduttiva, attenta ai particolari, intelligente, determinata, indipendente anche se tende a essere testarda e imprudente. Durante la seconda stagione i due provano ad avere una relazione ma decidono di restare amici tuttavia Eliza inizia a sentire qualcosa di più per William quando tra la fine della seconda e l'inizio della terza stagione l'ispettore inizia una relazione con una ex compagna di scuola di Eliza, Arabella, cosa che la infastidisce.

- Ispettore William "the Duke" Wellington (stagione 1-4), interpretato da Stuart Martin. 
Detective di Scotland Yard e amico di Miss Scarlet, conosce Eliza fin dall'infanzia e hanno anche condiviso un bacio una volta, molto tempo fa. Ha sempre pensato che il padre di Eliza, Henry, fosse un mentore per lui. Inizialmente scettico sulle possibilità di Eliza di lavorare come investigatrice, inizierà in seguito ad apprezzarne le capacità. Durante la seconda stagione i due provano ad avere una relazione ma decidono di restare amici. Nella terza inizia a frequentare Arabella Acaster, ex compagna di scuola di Eliza, ma alla fine si lasciano perché la donna ha intuito che lui è innamorato di Eliza.

- Moses (stagioni 1-3), interpretato da Ansu Kabia.
Uomo giamaicano addetto alla sicurezza di un locale di Soho con un passato poco rispettabile, dopo un primo incontro burrascoso inizia a lavorare per Miss Scarlet. Lui e William non si piacciono tuttavia per il bene di Eliza accettano di collaborare. Nella terza stagione rivela ad Eliza, dopo diverse insistenze da parte sua, il suo nome completo: Moses Valentine.

- Ivy (stagione 1-in corso), interpretata da Cathy Belton.
È la governante di Miss Scarlet, che conosce fin da quando era una bambina. Nonostante non approvi la sua iniziativa come investigatrice le rimane vicino anche quando non può essere pagata. Nella seconda stagione nel tentativo di aiutare Eliza finisce per iniziare una relazione con il medico legale dell'obitorio da cui Eliza si reca per le sue indagini.

### Personaggi ricorrenti
- Henry Scarlet (stagione 1), interpretato da Kevin Doyle.
Investigatore privato padre di Miss Scarlet. Muore nel primo episodio ma è presente in flashback e visioni della ragazza dove spesso le parla e le dà dei consigli. Ha insegnato a Eliza tutto sulle investigazioni e i metodi scientifici. Alla fine si scopre che la sua morte non è stata naturale ma è stato vittima di omicidio.
- Mrs. Parker (stagione 1-in corso), interpretata da Helen Norton. 
Madre di Rupert e proprietaria della casa di Miss Scarlet. Inizialmente pensava che Eliza e suo figlio Rupert si sarebbero sposati. Nella seconda stagione assume Eliza affinché le trovi tra i possibili candidati un partito per sua nipote Harriet.
- Rupert Parker (stagione 1), interpretato da Andrew Gower. 
Giovane uomo benestante figlio della padrona di casa di Miss Scarlet, decide di investire nell'attività di investigatrice della ragazza e ne diventa amico. Eliza è l'unica a conoscere il segrete della sua omosessualità.

- Herr Hildegard (stagione 1), interpretato da Richard Evans. 
Agente funebre e vicino di Miss Scarlet.

- Kitty (stagione 1), interpretata da Emma Willis. 
Cameriera di Miss Scarlet che lascia il lavoro dopo tre settimane di arretrati di stipendio.

- Ds. Frank Jenkins (stagione 1), interpretato da Danny Midwinter. 
Braccio destro di William. Si scopre essere il vero assassino del padre di Eliza e il capo di una banda che aveva organizzato una rapina e la produzione di cambiali false.

- Pc. Honeychurch (stagione 1), interpretato da Matthew Malone. 
Agente di polizia con cui Miss Scarlet ha dei battibecchi.

- Stirling (stagione 1), interpretato da Nick Dunning. 
Sovrintendente di Scotland Yard e capo di William. Nonostante il buon lavoro di Wellington favorisce altri persone meno competenti alle promozioni a cui aspira il giovane ispettore. Viene ucciso da Jenkins per usarlo come capro espiatorio per il complotto per cui è morto il padre di Eliza.

- Mr. Potts (stagione 1-in corso), interpretato da Simon Ludders. 
Custode dell'obitorio e integerrimo burocrate che non ama le continue intrusioni di Miss Scarlet. Durante la seconda stagione lui e Ivy, la governante di Eliza, inizieranno una relazione nata mentre la donna indagava per scagionare Eliza.
- Tilly Hildegard (stagione 1), interpretata da Amy McAllister. 
Nipote di Herr Hildegard. Nella seconda stagione sembra che abbia sposato il figlio di Mrs. Parker, Rupert, per poi trasferirsi in Germania con lui.
- Basil Sinclaire (stagione 1-in corso), interpretato da Oliver Chris. 
Giornalista specializzato in storie di crimini sensazionali. Inizialmente William si è preso il merito dei casi risolti da Eliza e che Sinclaire ha pubblicato.
- Fergus Monro (stagione 2-in corso), interpretato da Ian Pirie. 
Nuovo Sovrintendente di Scotland Yard e capo di William. Sostituto di Starling dopo la sua morte.
- Harriet "Hattie" Parker (stagione 2), interpretata da Jessie Cave. 
Nipote della signora Parker e amica di Eliza.
- Clementine (stagione 2-in corso), interpretata da Laura Rollins. 
Una prostituta amica di Moses, che occasionalmente viene assunta da Eliza per vari compiti sotto compenso.
- Oliver Fitzroy (stagione 2-in corso), interpretato da Evan McCabe. 
Figlio del commissario capo. Sebbene sia stato promosso a detective non ha la minima esperienza, cosa che inizialmente lo porterà a essere in contrasto con Wellington, ma la vera ragione del suo stato è il sentirsi considerato una delusione per suo padre. Alla fine della seconda stagione il la gentilezza e gli insegnamenti che l'ispettore gli ha dimostrato lo aiutato a crescere facendolo maturare al punto da sfidare suo padre quando questi cercherà di licenziare Wellington. Nella terza stagione Wellington lo fa addestrare da Moses nella boxe affinché possa imparare a difendersi tuttavia è ancora ingenuo su certi aspetti.
- Patrick Nash (stagione 2-in corso), interpretato da Felix Scott. 
Capo dell'agenzia investigativa Nash & Sons, anche se non ha figli, di origine irlandese. Si presenta a Eliza con l'intenzione di convincerla a lavorare per lui ricevendo un secco "no", tuttavia nonostante lo batta nella risoluzione di un caso è ancora deciso a farla lavora per lui. Oltre all'interesse professionale per Eliza sembra che abbia iniziato ad avere un debole per lei. Durante la terza stagione si ritrovano a collaborare a dei casi e colpito dallo spirito di Eliza e delle sue abilità la invita a diventare sua socia alla fine delle terza stagione.
- Arabella Acaster (stagione 3), interpretata da Sophie Robertson. 
Vecchia compagna di scuola che da bambina faceva il prepotente con Eliza. Eliza la rincontra mentre sta indagando su un caso di furto di gioielli nel suo ristorante. Arabella quando la rivedere dimostra di avere una visione diversa del suo rapporto con Eliza ai tempi della scuola ma la verità è che era gelosa di Eliza e del rapporto che aveva con suo padre mentre il suo non si interessava minimamente a lei. Nel corso della terza stagione dimostra apertamente di essere attratta dall'ispettore Wellington e dopo un po' i due iniziano una relazione ma alla fine capendo che Wellington è innamorato di Eliza decide di rompere la loro relazione.

## Produzione
La prima serie è andata in onda su Alibi, mentre la seconda serie era originariamente prevista per settembre 2020, ma è stata posticipata a causa della pandemia di COVID-19. La serie è stata presentata in anteprima negli Stati Uniti il 17 gennaio 2021, come parte della serie antologica Masterpiece della PBS. Miss Scarlet and The Duke è stata la prima serie che la PBS ha acquistato o coprodotto con un canale britannico diverso da BBC, Channel 4 o ITV. Poi in Canada, va in onda su CBC. La serie è stata girata a Dublino. Una seconda stagione è stata annunciata il 29 marzo 2021 da Masterpiece PBS.
Il 29 febbraio 2024, la serie è stata rinnovata per una quinta stagione, ed è stato rivelato che sarebbe stata trasmessa con il titolo Miss Scarlet in seguito all'abbandono dell'attore Stuart Martin, il quale nelle prime quattro stagioni aveva interpretato il ruolo del duca.